# Peter Hegardt
Peter Josias Hegardt, född 3 oktober 1868 i Alingsås, död 15 juni 1945 i Stockholm, var en svensk officer.
Hegardt blev underlöjtnant vid Bohusläns regemente 1889, löjtnant vid Generalstaben 1902, kapten där 1903, major 1910 och överstelöjtnant 1913. Han erhöll tjänst vid Hallands regemente 1914, från 1915 som tillförordnad chef för regementet. År 1916 blev han överste, 1926 generalmajor och chef för VI. arméfördelningen och för Norra arméfördelningen 1928. Han utnämndes 1933 till generallöjtnant och avgick ur tjänst samma år. Hegardt gjorde 1902 en studieresa till Ryssland och var 1904–1905 attacherad vid japanska armén under rysk-japanska kriget, 1907-09 lärare vid Krigsskolan och 1913–1915 chef för Infanteriskjutskolan. Han blev ledamot av Krigsvetenskapsakademien 1913. Han anlitades som sakkunnig i ett flertal kommittéer. Hegardt utgav Krigshistoriska exempel från kriget i Östasien 1904–1905 och Biografiska anteckningar om slägten Hegardt (1910).
Han var gift med Ingeborg Hegardt, som var syster till Olof Tamm.